# Сенико
Сенико -Σενίκο- је село у општини Додони, у Јањинском округу, Грчка. У 2011. години било је 77 становника села, и 131 становника некадашње општине која обухвата села Домолеса и Микрочори. Налази се на 450 метара надморске висине, изнад леве обале реке Тири. Налази се 2,5 км северно од Агиос Николаоса, 6 км јужно од Чинке, 13 км западно од Додони-а и 23 км југозападно од Јањине.

## Становништва
| Година | Сеоско становништво | Становништво општине |
| ------ | ------------------- | -------------------- |
| 1981   | -                   | 298                  |
| 1991   | 117                 | -                    |
| 2001   | 130                 | 212                  |
| 2011   | 77                  | 131                  |